# تبلور مجدد پویا
تبلور مجدد پویا (DRX) نوعی فرایند تبلور مجدد است که در زمینه‌های متالورژی و زمین‌شناسی یافت می‌شود. در تبلور مجدد پویا، بر خلاف تبلور مجدد استاتیک، هسته‌زایی و رشد دانه‌های جدید در طول تغییر شکل به عنوان بخشی از عملیات حرارتی جداگانه رخ می‌دهد. کاهش اندازه دانه خطر لغزش مرز دانه در دماهای بالا را افزایش می‌دهد، در حالی که تحرک نابجایی درون ماده را کاهش می‌دهد. دانه‌های جدید فشار کمتری دارند و باعث کاهش سخت شدن یک ماده می‌شوند. تبلور مجدد پویا امکان تغییر اندازه و جهت‌گیری جدید دانه‌ها را فراهم می‌کند که می‌تواند از انتشار ترک جلوگیری کند. به جای اینکه کرنش باعث شکستگی مواد شود، می‌تواند باعث رشد یک دانه جدید شود و اتم‌های دانه‌های همسایه که از قبل موجود هستند را مصرف کند. پس از تبلور مجدد پویا، شکل‌پذیری مواد افزایش می‌یابد.

شبیه‌سازی کامپیوتری رشد دانه به صورت سه بعدی با استفاده از مدل میدان فاز. برای دیدن انیمیشن کلیک کنید.

در منحنی تنش-کرنش، شروع تبلور مجدد پیوسته را می‌توان به دلیل اثر نرم‌کنندگی تبلور مجدد با یک اوج مشخص در جریان تنش در داده‌های کار گرمی تشخیص داد. با این حال، همه مواد هنگام آزمایش در شرایط کار گرمی، قله‌های کاملاً مشخصی را نشان نمی‌دهند. شروع DRX همچنین از نقطه عطف در نمودارهای نرخ کرنش سختی در برابر تنش قابل تشخیص است. ثابت شده‌است زمانی که نمی‌توان به‌طور واضح از شکل منحنی جریان وقوع DRX را تعیین کرد، از این تکنیک می‌توان برای تعیین وقوع آن استفاده کرد.
اگر نوسانات تنش قبل از رسیدن به حالت پایدار ظاهر شود، چندین چرخه تبلور مجدد و رشد دانه رخ می‌دهد و گفته می‌شود که رفتار تنش از نوع چرخه ای یا چند قله ای است. رفتار خاص تنش قبل از رسیدن به حالت پایدار به اندازه دانه اولیه، دما و نرخ کرنش بستگی دارد.
تبلور مجدد پویا می‌تواند به اشکال گوناگون رخ دهد، از جمله:
- تبلور مجدد دینامیکی هندسی
- تبلور مجدد دینامیکی ناپیوسته
- تبلور مجدد دینامیکی پیوسته

تبلور مجدد پویا به سرعت ایجاد نابجایی و حرکت بستگی دارد. همچنین به نرخ بازیابی (میزان از بین رفتن نابجایی‌ها) نیز بستگی دارد. تأثیر متقابل بین کارسختی و بازیابی پویا ساختار دانه را تعیین می‌کند. این تأثیر همچنین حساسیت دانه‌ها به انواع مختلف تبلور مجدد دینامیکی را تعیین می‌کند. صرف نظر از مکانیسم، برای اینکه تبلور دینامیکی رخ دهد، ماده باید تغییر شکل بحرانی را تجربه کرده باشد. اندازه دانه نهایی با افزایش تنش افزایش می‌یابد. برای دستیابی به ساختارهای بسیار ریزدانه، تنش‌ها باید زیاد باشند.
برخی از نویسندگان از اصطلاح «پسا دینامیک» یا «متادینامیک» برای توصیف تبلور مجدد استفاده کرده‌اند که در طول فاز خنک‌کننده یک فرایند کار گرم یا بین گذرهای متوالی رخ می‌دهد. این امر بر این واقعیت تأکید می‌کند که تبلور مجدد مستقیماً با فرایند مورد نظر مرتبط است، در حالی که اذعان می‌کند که هیچ تغییر شکل همزمانی وجود ندارد.

## تبلور مجدد هندسی پویا (GDRX)
تبلور مجدد هندسی پویا در دانه‌هایی با دندانه‌های محلی رخ می‌دهد. پس از تغییر شکل، دانه‌هایی که تحت GDRX قرار می‌گیرند، افزایش طول پیدا می‌کنند تا زمانی که ضخامت دانه به زیر آستانه (که در آن مرزهای دندانه‌داری قطع می‌شوند و دانه‌های کوچک به دانه‌های هم محور می‌چسبند) می‌رسد. دندانه‌ها ممکن است قبل از اعمال تنش بر روی مواد موجود باشند یا ممکن است در نتیجه تغییر شکل ماده ایجاد شوند.
تبلور مجدد هندسی پویا شامل ۶ ویژگی اصلی است:
- به‌طور کلی با تغییر شکل در دماهای بالا، در موادی با انرژی گسل انباشتگی بالا رخ می‌دهد.
- تنش افزایش می‌یابد و سپس به حالتی ثابت کاهش می‌یابد.
- تشکیل زیردانه نیاز به تغییر شکل بحرانی دارد.
- جهت‌گیری نادرست زیردانه در ۲ درجه به اوج می‌رسد.
- تغییر بافت اندکی وجود دارد.
- اتصال مرزهای دانه باعث افزایش کرنش مورد نیاز می‌شود.

در حالی که GDRX اساساً تحت تأثیر اندازه دانه اولیه و کرنش است (وابسته به هندسه)، عوامل دیگری که در طول فرایند کار گرمی رخ می‌دهند، توسعه مدل‌سازی پیش‌بینی شده را پیچیده می‌کنند (که تمایل دارند فرایند را بیش از حد ساده کنند) و می‌توانند منجر به تبلور مجدد ناقص شوند. پس از رسیدن به تنش آستانه، تشکیل دانه‌های هم محور بلافاصله و به‌طور یکنواخت در طول کل دانه رخ نمی‌دهد، زیرا مناطق جداگانه در معرض کرنش ها/تنش‌های مختلف قرار می‌گیرند. در عمل، یک لبه به‌طور کلی سینوسی (همان‌طور که توسط Martorano و همکاران پیش‌بینی شده‌است) زمانی که دانه‌ها شروع به ریزش می‌کنند به تدریج شکل می‌گیرند و هر کدام به آستانه می‌رسند. مدل‌های پیچیده‌تر هندسه از جمله دانه‌های اولیه پیچیده، فشارهای محلی در امتداد مرزهای دانه، و دمای کار گرم در نظر گرفته می‌شوند، اما مدل‌ها قادر به پیش‌بینی دقیق در کل رژیم تنش و تکامل ریزساختار کلی نیستند. علاوه بر این، مرزهای دانه ممکن است در حین GDRX در دماهای بالا و انحنای GB مهاجرت کنند، در امتداد مرزهای زیردانه کشیده شوند و منجر به رشد ناخواسته دانه اصلی شوند. این دانه جدید و بزرگتر به تغییر شکل بسیار بیشتری برای GDRX نیاز دارد و ناحیه محلی به جای تقویت شدن ضعیف تر خواهد شد. در نهایت، تبلور مجدد را می‌توان با جابجایی و کشیده شدن دانه‌ها تسریع کرد و باعث می‌شود که مرزهای زیردانه به مرز دانه تبدیل شوند (زاویه افزایش می‌یابد). دانه‌های تحت تأثیر نازک‌تر و طولانی‌تر هستند و بنابراین راحت‌تر تغییر شکل می‌دهند.

## تبلور مجدد پویا ناپیوسته
تبلور مجدد ناپیوسته ناهمگن است. مراحل هسته زایی و رشد مشخص هستند. در موادی با انرژی انباشتگی - خطای کم رایج است. سپس هسته‌زایی رخ می‌دهد و دانه‌های بدون کرنش جدیدی تولید می‌کند که دانه‌های کرنش‌شده از پیش موجود را جذب می‌کند. این تبلور در مرز دانه‌ها راحت‌تر رخ می‌دهد و اندازه دانه‌ها را کاهش می‌دهد و در نتیجه میزان هسته‌زایی را افزایش می‌دهد. این فرایند باعث افزایش سرعت تبلور مجدد دینامیکی ناپیوسته می‌شود.
تبلور مجدد پویا ناپیوسته شامل ۵ ویژگی اصلی است:
- تا زمانی که به کرنش آستانه نرسیده باشد، تبلور مجدد رخ نمی‌دهد
- منحنی تنش-کرنش ممکن است چندین قله داشته باشد - یک معادله جامع وجود ندارد
- هسته زایی عموماً در امتداد مرزهای دانه از پیش موجود رخ می‌دهد
- با کاهش اندازه دانه اولیه، نرخ تبلور مجدد افزایش می‌یابد
- اندازه دانه ثابتی وجود دارد که با ادامه تبلور مجدد به آن نزدیک می‌شود

تبلور مجدد پویا ناپیوسته به علت تأثیر متقابل کار سختی و بازیابی ایجاد می‌شود. اگر سرعت از بین رفتن نابجایی‌ها نسبت به ایجاد آنها کند باشد، نابجایی‌ها تجمع می‌یابند. هنگامی که چگالی نابجایی بحرانی به دست آمد، هسته زایی در مرزهای دانه رخ می‌دهد. مهاجرت مرز دانه، یا انتقال اتم‌ها از یک دانه بزرگ از پیش موجود به هسته کوچکتر، امکان رشد هسته‌های جدید را در ازای دانه‌های از پیش موجود فراهم می‌کند. هسته زایی می‌تواند از طریق برآمدگی مرزهای دانه‌های موجود رخ دهد. اگر دانه‌های فرعی که در کنار مرز دانه قرار دارند اندازه‌های متفاوتی داشته باشند، برآمدگی ایجاد می‌شود که باعث ایجاد اختلاف در انرژی دو زیردانه می‌شود. اگر برآمدگی به شعاع بحرانی برسد، با موفقیت به یک هسته پایدار تبدیل می‌شود و به رشد خود ادامه می‌دهد. این اتفاق را می‌توان با استفاده از نظریه‌های کان مربوط به هسته زایی و رشد مدل کرد.
تبلور مجدد پویا ناپیوسته معمولاً یک ریزساختار گردنبند شکل ایجاد می‌کند. از آنجایی که رشد دانه جدید از نظر انرژی در امتداد مرزهای دانه مطلوب است، تشکیل دانه جدید و برآمدگی ترجیحاً در امتداد مرزهای دانه از پیش موجود رخ می‌دهد. این ویژگی لایه‌هایی از دانه‌های جدید و بسیار ریز را در امتداد مرز دانه‌ها ایجاد می‌کند که در ابتدا فضای داخلی دانه‌های از قبل موجود را بدون تأثیر باقی می‌گذارد. با ادامه تبلور مجدد دینامیکی، ناحیه ای که تبلور مجدد نشده را مصرف می‌کند. با ادامه تغییر شکل، تبلور مجدد انسجام بین لایه‌های هسته‌های جدید را حفظ نمی‌کند و بافتی تصادفی ایجاد می‌کند.

## تبلور مجدد پویا پیوسته
تبلور مجدد پویا پیوسته در موادی با انرژی‌های انباشتگی-گسلی بالا رایج است. این تبلور زمانی اتفاق می‌افتد که مرزهای دانه با زاویه کم شکل می‌گیرند و به مرزهایی با زاویه بالا تبدیل می‌شوند و دانه‌های جدیدی را در این فرایند تشکیل می‌دهند. برای تبلور مجدد دینامیکی پیوسته، هیچ تمایز واضحی بین مراحل هسته‌زایی و رشد دانه‌های جدید وجود ندارد.
تبلور مجدد پویا پیوسته دارای ۴ ویژگی اصلی است:
- با افزایش فشار، تنش افزایش می‌یابد.
- با افزایش کرنش، جهت‌گیری نادرست مرز زیردانه افزایش می‌یابد.
- همان‌طور که مرزهای دانه با زاویه پایین به مرزهای دانه با زاویه بالا تبدیل می‌شوند، جهت‌گیری نادرست به‌طور همگن افزایش می‌یابد.
- با افزایش تغییر شکل، اندازه کریستال کاهش می‌یابد.

سه مکانیسم اصلی برای تبلور مجدد پویا پیوسته وجود دارد:

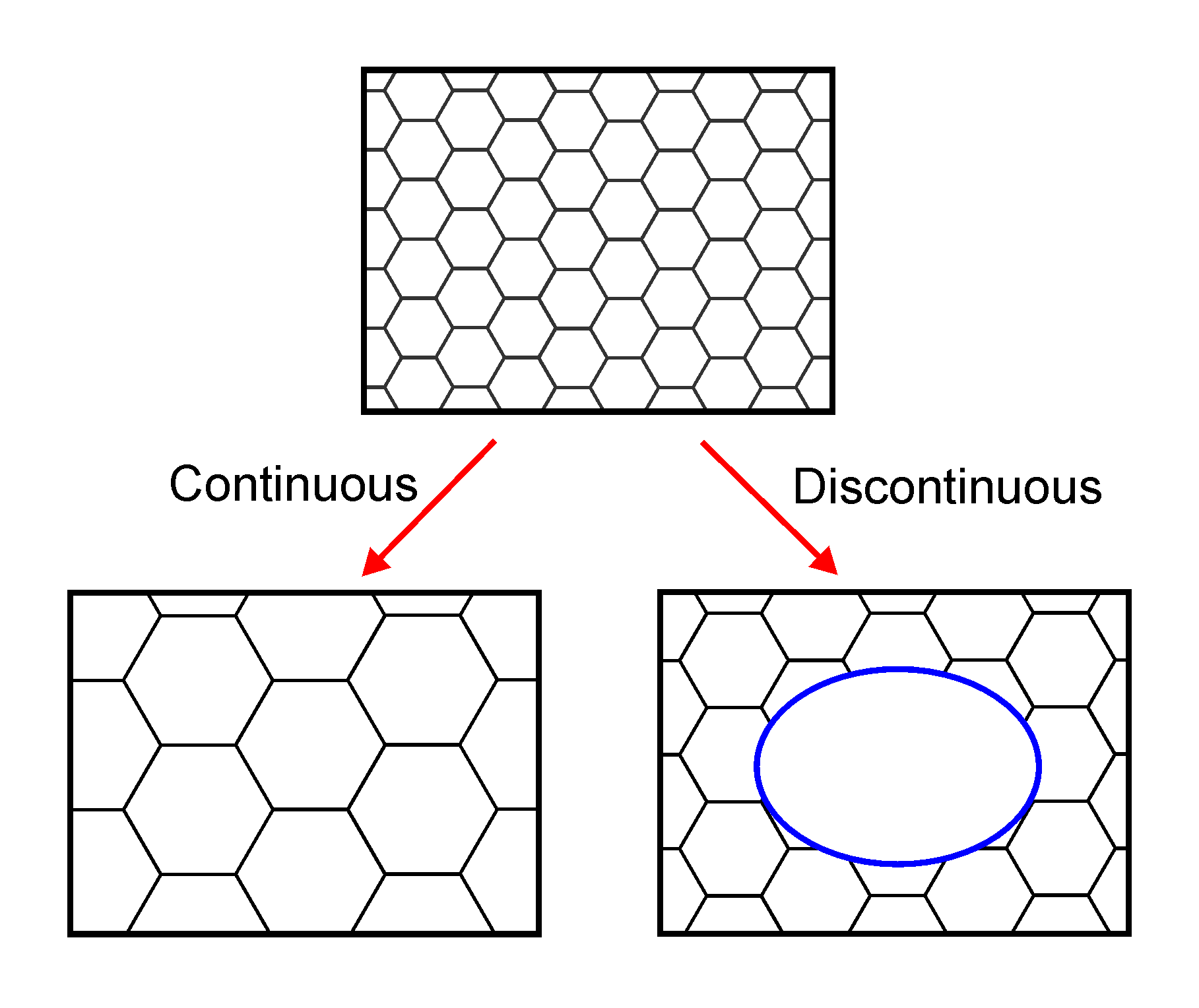
تمایز بین رشد پیوسته (عادی) دانه، که در آن همه دانه‌ها تقریباً با سرعت یکسان رشد می‌کنند، و رشد دانه ناپیوسته (غیرطبیعی)، که در آن یک دانه با سرعت بسیار بیشتری نسبت به همسایگان خود رشد می‌کند.

اول، تبلور مجدد پویا پیوسته می‌تواند زمانی رخ دهد که مرزهای دانه با زاویه کم از نابجایی‌های تشکیل شده در دانه سر هم شوند. هنگامی که ماده تحت فشار پیوسته قرار می‌گیرد، زاویه جهت‌گیری اشتباه افزایش می‌یابد تا زمانی که زاویه بحرانی به دست آید و یک مرز دانه با زاویه بالا ایجاد می‌شود. این تکامل را می‌توان با اتصال مرزهای زیردانه ارتقا داد.
دوم، تبلور مجدد پویا پیوسته می‌تواند از طریق تبلور مجدد چرخش زیردانه رخ دهد. دانه‌های فرعی با افزایش زاویه جهت‌گیری اشتباه می‌چرخند. هنگامی که زاویه جهت‌گیری نادرست از زاویه بحرانی فراتر رفت، زیردانه‌های قبلی به عنوان دانه‌های مستقل واجد شرایط هستند.
سوم، تبلور مجدد پویا پیوسته می‌تواند به دلیل تغییر شکل ناشی از نوارهای ریز برشی رخ دهد. دانه‌های فرعی با نابجایی درون دانه ای که در حین کار سختی ایجاد می‌شود، سر هم می‌شوند. اگر نوارهای ریز برشی در داخل دانه تشکیل شوند، تنشی که وارد می‌کنند به سرعت جهت‌گیری نادرست مرزهای دانه با زاویه کم را افزایش می‌دهد و آنها را به مرزهای دانه با زاویه زیاد تبدیل می‌کند. با این حال، تأثیر نوارهای ریز برشی موضعی است، بنابراین این مکانیسم ترجیحاً مناطقی را که به‌طور ناهمگن تغییر شکل می‌دهند، مانند نوارهای ریزبرشی یا مناطق نزدیک به مرزهای دانه‌ای از قبل موجود، تحت تأثیر قرار می‌دهد. همان‌طور که تبلور مجدد ادامه می‌یابد، از این مناطق پخش می‌شود و یک ریزساختار همگن و هم محور ایجاد می‌کند.

## فرمول‌های ریاضی
بر اساس روش توسعه یافته توسط پولیاک و جوناس، چند مدل به منظور توصیف کرنش بحرانی برای شروع DRX به عنوان تابعی از کرنش اوج منحنی تنش-کرنش توسعه یافته‌است. مدل‌ها برای سیستم‌های دارای پیک منفرد، یعنی برای موادی با مقادیر انرژی خطای انباشتگی متوسط تا کم، استخراج شده‌اند.